# Blaise Bula
Blaise Bula dont son nom complet est Blaise Bula Monga, né le 22 avril 1967 à Kinshasa (Congo-Kinshasa), est chanteur et auteur-compositeur congolais, membre du groupe musical Wenge Musica aux cotés de Werrason, JB Mpiana, Didier Masela et Alain Makaba après la séparation du groupe il suit ses 2 amis JB Mpiana et Alain Makaba pour monter le groupe Wenge BCBG avec le reste des musiciens qui était des membres de l'orchestre Wenge Musica ,.

## Discographie

### Avec Wenge BCBG
- Likala Moto

### Avec Musica
- Eve Sukali
- Ave Maria
- Jessy Chouchou De London
- Masampu
- Filandu

## Vie privée
Ingénieur de formation en électronique industrielle à l' (ISTA/Kinshasa), il est marié à madame Sandrine Bashale avec qui ils forment une famille de 4 enfants.